# بیل هوکنز
بیل هوکنز (انگلیسی: Bill Hoskyns; ۱۹ مارس ۱۹۳۱ – ۴ اوت ۲۰۱۳) ورزشکار شمشیربازی اهل بریتانیا بود.
وی در مسابقات کشوری و بین‌المللی در مجموع برندهٔ ۹ مدال طلا، ۳ مدال نقره شده‌است.